# Macroplea japana
Macroplea japana är en skalbaggsart som först beskrevs av Jacoby 1885. Den ingår i släktet Macroplea och familjen bladbaggar. Arten förekommer i Kina, Japan och östra Sibirien.

## Beskrivning
En slank skalbagge med grått huvud och grå antenner. Mellankroppen är rödgul med svart framkant och tre svarta längsgående ränder. Benen är rödgula med brunaktiga till svarta fötter. Täckvingarna är även de rödgula, med svarta punktrader på den främre delen. Hela undersidan är mörkgrå. Äggen är avlånga och gula, de unga larverna gula, för att sedan bli ljusgröna till vita. Puppan är först vit till gul, för att senare mörkna till mörkbrun. Skalbaggen är liten; hanen är knappt 4 mm lång, honan omkring 4,5 mm.

## Utbredning
Utbredningsområdet omfattar östra till nordöstra Kina (provinserna Heilongjiang, Hebei, Jiangsu och Hubei), Japan samt östra Sibirien (Primorje kraj).

## Ekologi
Alla skalbaggens stadier lever likt andra strimbaggar i vatten där de lever av vattenväxter. Larverna fäster sig vid rötterna av olika vattenväxter, där de får luft genom två ihåliga krokar på bakkroppen, som de sticker in i värdväxtens stjälk. Även puppan är fäst vid värdväxten i en kokong, som den fullbildade insekten kan använda för övervintring. De fullbildade insekterna, som lever  av blad från olika vattenväxter, får luft genom en luftbubbla som är fäst vid huvudets och bukens hår, där bubblan tar upp syre ur vattnet. Även om de främst håller till i vatten, är de vuxna skalbaggarna inte lika bundna till det som många andra strimbockar. De har flygförmåga, och lämnar ofta vattnet flygande.

### Fortplantning
De fullbildade insekterna parar sig så fort de kommer fram ur kokongen. 7 till 12 dygn efter parningen lägger honan ägg på rotsystemet av vattenväxter, främst Hydrilla verticillata. Äggen kläcks efter en till två veckor. Larverna förpuppar sig på samma vattenväxt efter de har genomgått tre hudömsningar.